# Centrale hydroélectrique de Langevin
La centrale hydroélectrique de Langevin est une centrale hydroélectrique de l'île de La Réunion, département d'outre-mer français dans le sud-ouest de l'océan Indien. Elle est située dans la ravine formée par la rivière Langevin sur le territoire de la commune de Saint-Joseph. Elle a été inaugurée le 5 août 1961. 

## Description
L'aménagement hydro-électrique de Langevin comprend trois parties essentielles : le barrage et le canal-réservoir, la galerie d'amenée et la conduite forcée, et enfin l'usine.
Le barrage à seuil déversant a une longueur de 23 mètres pour une hauteur de 1,65 mètre. À l'entrée de la prise d'eau une grille interdit aux branches et troncs d'arbres l'accès au canal-réservoir. Une vanne de dégravement permet d'éliminer les sables et graviers entraînés par le courant. La prise d'eau est reliée au canal-réservoir par une conduite cylindrique de 1,40 mètre et de 209 mètres de long.
Le canal est un réservoir de réglage de 300 mètres de long et de section trapézoïdale. Un drain placé dans l'axe du canal enlève les boues qui sont rejetées à la rivière par un exutoire qui se trouve sous le déversoir aval. 
La galerie d'amenée, entièrement souterraine, mesure 1 650 mètres de long sur 1,80 mètre de large. Une cheminée d'équilibre assure le raccord entre la galerie d'amenée et la conduite forcée. Une vanne de garde permet de couper le débit au plus près de l'usine dans le cas où la conduite forcée viendrait à rompre. La cheminée d'équilibre amortit les secousses qui se produisent lors de la fermeture rapide des vannes.
La conduite forcée, constituée de gros tuyaux de 1,2 mètre de diamètre et longue de 240 mètres, dévale une pente de 121 mètres de dénivellation.
L'usine comprend 2 groupes horizontaux de 1 800 kW chacun. La conduite se divise en 2 afin d'envoyer l'eau dans chaque turbine Francis.